# PC/104

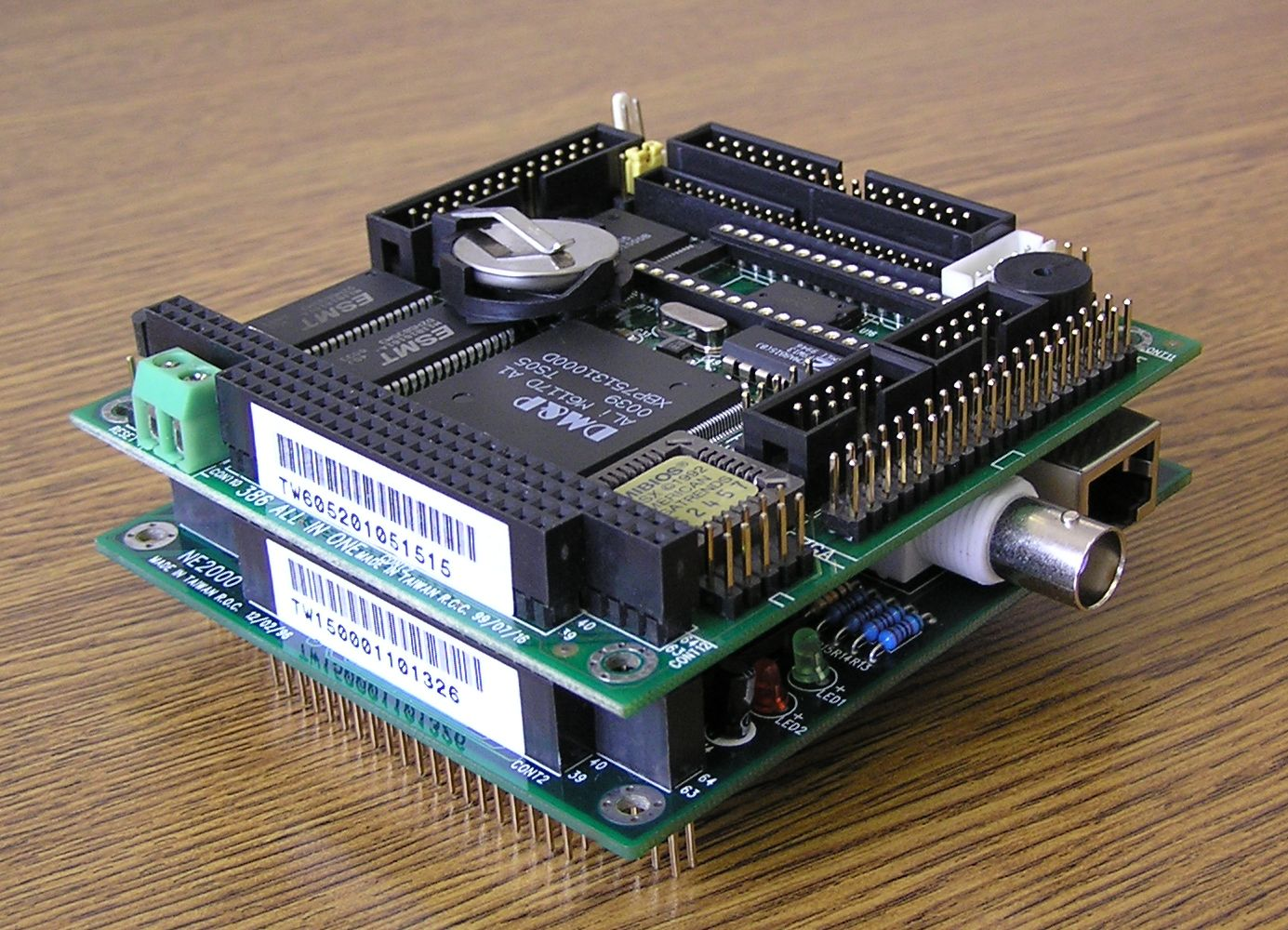
Dos placas PC104 acopladas.

PC/104 o PC104 es un estándar de computadora embebida que define el formato de la placa base (form factor) y el bus del sistema.
A diferencia de la clásica arquitectura ATX y bus PCI que se usan en la mayoría de los computadoras personales, el PC/104 está diseñado para aplicaciones específicas, como adquisición de datos o sistemas de control industrial.
La arquitectura de la placa base no es la típica placa de circuitos integrados (backplane) en el que van insertados los componentes; en lugar de eso, los componentes se encuentran en módulos que se apilan unos encima de otros. El tamaño estándar es de 90.17 mm × 95.89 mm. La altura depende del número de módulos conectados.
Una instalación típica incluye una placa base, conversores analógico-digital y módulos I/O digitales.

## Versiones
Hay tres versiones de la norma:
| Fecha | Nombre      | Bus           | Versión actual (2005) |
| ----- | ----------- | ------------- | --------------------- |
| 1992  | PC/104      | ISA (AT y XT) | 2.5                   |
| 1997  | PC/104-Plus | ISA y PCI     | 2.0                   |
| 2003  | PCI-104     | PCI           | 1.0                   |

El bus de la versión de 1992 del PC/104 usa 104 pines. Estos pines incluyen todas las líneas normales que usa el bus ISA y además añade líneas de masa para mejorar la integridad de las señales. La sincronización de las señales y los niveles de tensión son idénticos al bus ISA, pero con menos requisitos de corriente.
De forma similar, el bus del PC/104-Plus es una versión compacta del bus PCI.